# Healthy Food
«Хэлфи фуд», Healthy Food — российская частная компания, проект в сфере социального предпринимательства. Представляет собой сеть кафе,  которая занимается производством и реализацией продуктов здорового питания. Работает с 2009 года под руководством активистов здорового образа жизни Дмитрия Пронина и Марии Колосовой, преимущественно на территории Москвы в крупных бизнес-центрах.

## История
Компания основана состоятельными предпринимателями Дмитрием Прониным и Марией Колосовой, которые ещё в середине 2000-х годов разработали общий бизнес-проект строительства рекреационных комплексов «Территория здорового образа жизни», но не смогли реализовать его в полной мере из-за начавшегося экономического кризиса. В январе 2009 года, тем не менее, они зарегистрировали общество с ограниченной ответственностью «Хэлси фуд» и запустили в Москве сеть кафе здорового питания, вложив в дело около 10 млн рублей собственных средств — первое кафе открылось в бизнес-центре «Крылатские холмы».
К 2010 году выручка компании удвоилась, в следующем году выросла ещё в два раза. Компания участвовала в международном предпринимательском конкурсе Ernst & Young, а также выиграла всероссийский конкурс социальных предпринимателей фонда региональных социальных программ «Наше будущее» и получила беспроцентный заём в размере 5 млн рублей сроком на пять лет. На эти деньги были закуплены вендинговые аппараты для установки в крупных бизнес-центрах, таких как «Легион», Baker Plaza, «Новоспасский двор», «Нахимовский», торговых центрах «Мега» и других крупных офисных зданиях.
По состоянию на 2013 год сеть включала уже 16 кафе и 30 вендинговых аппаратов, по словам руководителей, запуск каждой точки обходился им от 450 тыс. до 3,5 млн рублей — все площади для реализации товара брались в аренду. Общий годовой оборот в этот период вновь удвоился, достигнув 122 млн рублей при операционной рентабельности 14 %. С 2016 года вендинговые аппараты убрали в связи с несоответствием с концепцией компании.

## Деятельность
Основу ассортимента составляют сырники из фермерского нежирного творога с различными наполнителями, лепёшки-рапы из бездрожжевого теста с мясными, рыбными и овощными начинками, свежевыжатые соки, каши, супы, салаты из экологически чистых овощей без масла, уксуса, консервантов, красителей, ароматизаторов, усилителей вкуса и прочих добавок. В качестве термообработки рыбы, птицы, мяса используется только запекание в пароконвекционных печах — без жарки, копчения, маринования или пастеризации. Вместо кетчупов и майонезов приготовляются особые соусы на основе сыров, сливок, сельдерея, яблок, оливкового масла, нерафинированных масел, соков лимона и мандарина, отжатых вручную. В большинстве продуктов полностью исключены или минимизированы жир, соль и сахар. Компанией поддерживается широкая линейка постных и веганских блюд, не содержащих продукты животного происхождения.
Сырьё для производства продуктов поставляется главным образом из подмосковных фермерских хозяйств, в число поставщиков компании входят около 20 российских предприятий. Поскольку все блюда изготавливаются из скоропортящихся продуктов, в компании разработана сложная система планирования производства, чтобы избежать больших потерь и списания товара.

Специфика нашего бизнеса, его ужас и кошмар заключаются в том, что мы не удовлетворяем потребности клиента. У нас нет цели накормить, наша цель немножко другая: популяризировать ценность здорового образа жизни, помочь сформировать и актуализировать у людей эту потребность.— Дмитрий Пронин
Компания регулярно проводит общественные акции, направленные на популяризацию здорового образа жизни, организует семинары и тренинги с участием квалифицированных специалистов. Директора Healthy Food Дмитрий Пронин и Мария Колосова являются активными спортсменами-любителями, принимали участие во многих всероссийских и международных соревнованиях по триатлону, оба обладают званием Ironman.

## Критика
Дарья Пичугина, аналитик агентства «Инвесткафе», считает, что проект больше похож на альтруистическое начинание, чем на реальный бизнес: «Так как создатели признают, что наценки минимальны, откуда в таком случае берутся маржи и прибыльность? Рентабельность производства вызывает сомнения. Возможно, с течением времени за счет масштабов продаж компания станет более прибыльной».
По мнению обозревательницы журнала «Эксперт» Натальи Литвиновой, многим ограничения «Хэлси фуд» могут показаться чрезмерными: «Общей точки зрения насчёт здорового питания нет даже у диетологов. В их принципах есть некий налёт дидактики, который может вызывать раздражение. Больше того, многим их еда кажется не очень вкусной».
Аналитик кейтеринговой компании Sodexo Денис Шершнёв скептически относится к идее использования вендинговых аппаратов для реализации продуктов здорового питания: «Кафе с концепцией здорового питания в офисах становятся все более востребованными, но в перспективность торговли такой едой через автоматы я не верю. Аппарат совсем не ассоциируется с полезной и свежей едой, а сырники хочется есть тёплыми, только что приготовленными, в стационарном кафе».

## Массовое отравление
16 июля 2019 г. Управление Роспотребнадзора по Москве начало расследование после того, как около 30 офисных сотрудников из разных бизнес-центров отравились едой из вендинговых автоматов бренда Healthy Food.
По состоянию на 16 июля 2019 г. за медицинской помощью обратились 28 человек, 17 из них госпитализированы с предварительным диагнозом сальмонеллёз. На 18 июля отравившихся было уже 65 человек. Пострадавшие рассказали сотрудникам Роспотребнадзора, что употребляли сэндвич с тунцом из автоматов Healthy Food, установленных в московских бизнес-центрах.
Роспотребнадзор проверил цех по производству продукции ООО «Хэлфи Фуд Продакшен», который находится в промышленной зоне Юго-Восточного округа Москвы. Там эксперты ведомства нашли нарушения санитарно-эпидемиологических требований по производству готовой продукции на вывоз.
Роспотребнадзор опечатал помещения цеха, закрыл на 90 дней 15 вендинговых автоматов Healthy Food в офисах и фитнес-центре в Центральном, Западном, Северном и Юго-Западном административных округах, а также опечатал принадлежащее ООО «Горшочек, вари» кафе Healthy Food в башне «Город Столиц» на Пресненской набережной, д.8 стр. 1.
Возможной причиной отравления в компании назвали небольшую партию сырого яйца, которая могла пройти через производство, при контакте с которым пострадали также и сотрудники цеха.
11 сентября 2019 г. Роспотребнадзор заявил о вынесении постановления об административных штрафах на сумму около 2 млн рублей. Компания Healthy Food, по сообщению пресс-службы, выплатила более 2,5 млн рублей пострадавшим от отравления .

## Изменение формата сети Healthy Food
В августе 2019 года сеть Healthy Food, специализирующаяся на продажах продуктов здорового питания собственного производства в кафе и вендинговых автоматах, изменила бизнес-модель и начала работать в формате агрегатора ЗОЖ-продуктов, поставляя в сеть продукцию внешних поставщиков, отвечающих требованиям по качеству и стандартам пищевой безопасности Роспотребнадзора..
На сайте Healthy Food сообщила, что сеть отобрала четырех крупных сторонних производителей, гарантирующих пищевую безопасность и отвечающих самым высоким требованиям по качеству и принципам здорового питания. В компании отметили, что все проверки кафе завершены, в регулярном режиме ведется контроль температурного режима холодильных витрин и санитарно-эпидемиологических требований в кафе, что является дополнительной гарантией качества и пищевой безопасности .
Автоматизированная торговля продуктами питания с коротким сроком годности, в том числе готовыми блюдами, относится к наиболее перспективным сегментам рынка общественного питания. В США в 2017 году насчитывалось более 23 тысяч таких "микромаркетов", объём этого рынка в США к 2022 году оценивается почти в 1,6 миллиарда долларов..